# Округ Серси (Арканзас)
Округ Серси (енгл. Searcy County) је округ у америчкој савезној држави Арканзас. По попису из 2010. године број становника је 8.195. Седиште округа је град Маршал.

## Демографија
Према попису становништва из 2010. у округу је живело 8.195 становника, што је 66 (0,8%) становника мање него 2000. године.
| Група             | 2000.         | 2010.         |
| Белци             | 7.993 (96,8%) | 7.800 (95,2%) |
| Афроамериканци    | 3 (0,0%)      | 12 (0,1%)     |
| Азијати           | 12 (0,1%)     | 11 (0,1%)     |
| Хиспаноамериканци | 86 (1,0%)     | 121 (1,5%)    |
| Укупно            | 8.261         | 8.195         |